# Veluticeps africana
Veluticeps africana är en svampart som först beskrevs av Boidin, Lanq. & Gilles, och fick sitt nu gällande namn av Hjortstam & Tellería 1990. Veluticeps africana ingår i släktet Veluticeps och familjen Gloeophyllaceae.   Inga underarter finns listade i Catalogue of Life.